# Cliothosa hancocki
Cliothosa hancocki är en svampdjursart som först beskrevs av Schmidt 1862.  Cliothosa hancocki ingår i släktet Cliothosa och familjen borrsvampar. Inga underarter finns listade i Catalogue of Life.